# Sendangmulyo (Ngawen)
Sendangmulyo is een bestuurslaag in het regentschap Blora van de provincie Midden-Java, Indonesië. Sendangmulyo telt 2048 inwoners (volkstelling 2010).